# Eutichurus tropicus
Eutichurus tropicus là một loài nhện trong họ Miturgidae.
Loài này thuộc chi Eutichurus. Eutichurus tropicus được Ludwig Carl Christian Koch miêu tả năm 1866.